# Akha
Els akha (en shan els kaw) són un grup humà d'origen mongoloide. Els akha viuen als estats Shan i Katxin a Birmània, al nord de Tailàndia, Laos i el Vietnam. Fora de la Xina hi ha almenys uns 300.000 individus, dels que uns 200.000 són a Birmània, uns 67.000 a Tailàndia, Laos, 60.000; i el Vietnam uns 1.000.

## Història

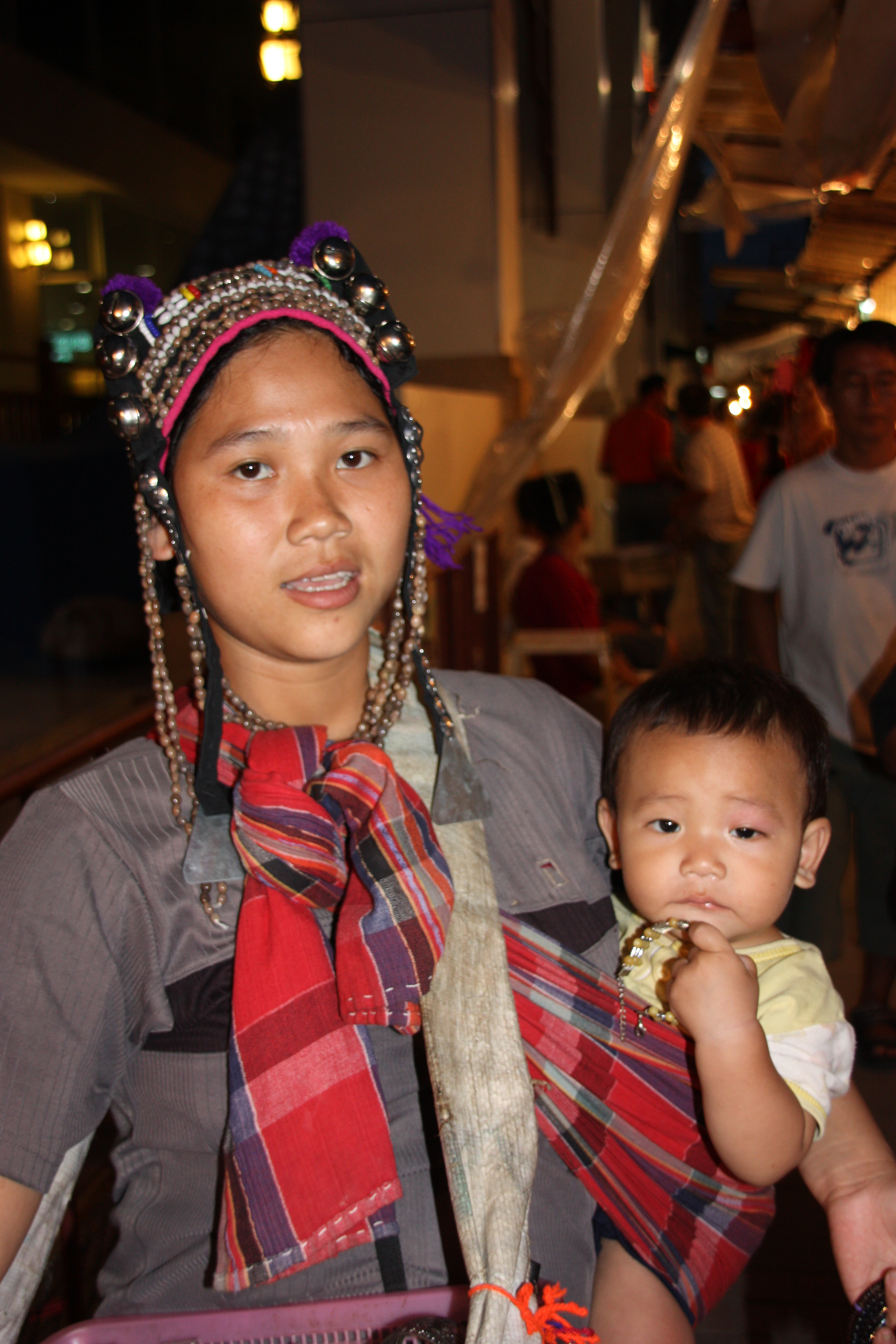
Dona Akha amb el seu fill a Chiang Mai.

Provenents de Mongòlia, els akha fa uns 1500 anys quan es van establir a Yunnan, al sud de la Xina, d'on van anar passant als seus actuals assentaments. A la Xina estan agrupats amb altres grups i formen la minoria reconeguda dels hani, amb un milió i mig de membres (dels que 200.000 serien akhas que viuen al Yunnan)
La guerra civil a Myanmar els ha desplaçat de Birmània i molts s'han refugiat a Tailàndia on s'han produït casos de persecució ètnica. Alguns akha van lluitar amb els comunistes a l'estat Shan, i amb l'Organització d'independència Katxin. El nombre més gran de combatents forma part de l'Exèrcit de l'Orient de l'estat Shan, on també hi ha shans i lahus.

## Llengua i costums

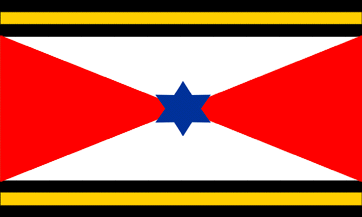
Bandera nacional Akha

La llengua akha forma part de la branca Loloish de la família tibetobirmana. S'escriu amb caràcters llatins i tai.
Són pobles de muntanya que viuen de manera espartana; cultiven l'arròs i verdures a nivells de subsistència. Durant un temps varen cultivar l'opi. Ara la seva principal font d'ingressos és el turisme. Tenen poc ramat. Com molts pobles de la zona, els gossos formen part de llur dieta.
Un petit nombre de akha són cristians (uns 10.000) i una altra part budistes, però en general els akha tenen les seves pròpies creences tradicionals. Creuen que existeix una divinitat creadora i una harmonia natural, que si es veu desequilibrada pot portar malalties, calamitats i àdhuc la mort.
Tradicionalment la genealogia era molt important per aquest poble i tot akha havia de memoritzar el nom de seixanta ancestres seus.
Una tribu coneguda com els akos, que viuen a Kengtung, són diferents als akha encara que tenen connexions racials. El 1901 els akos eren només 1.506.